# Rhyacophila tsudai
Rhyacophila tsudai är en nattsländeart som beskrevs av Ross 1956. Rhyacophila tsudai ingår i släktet Rhyacophila och familjen rovnattsländor. Inga underarter finns listade i Catalogue of Life.